# Västlig låglandsgorilla

Skalle av en hanne från olika positioner.

Västlig låglandsgorilla (Gorilla gorilla gorilla) även Västlig slättlandsgorilla är en underart till den västliga gorillan som tillhör familjen hominider bland primaterna. Trots namnet är den närmare släkt med underarten Cross River-gorilla (Gorilla gorilla diehli) än med den östliga låglandsgorillan (Gorilla beringei graueri).

## Kännetecken
Pälsen har huvudsakligen en gråbrun färg och huvudets ovansida är påfallande brun. Den gråa pälsen som är kännetecknande för äldre hanar av hela släktet förekommer hos västlig låglandsgorilla inte bara på ryggen utan även på höfterna och övre låren. I samband med morfologiska undersökning som utfördes 2001 med hjälp av material från museer upptäcktes att populationen i gränsregionen mellan Nigeria och Kamerun skiljer sig från andra populationer av västlig gorilla genom differenser i skallen och tändernas konstruktion. Nämnda population listas numera som en annan underart, Cross River-gorilla.

## Utbredning och habitat
Underartens utbredningsområde sträcker sig från södra Kamerun och västra delen av Centralafrikanska republiken över Ekvatorialguinea, Gabon och Kongo-Brazzaville till exklaven Kabinda som tillhör Angola. Beståndet i västra Kongo-Kinshasa är utdött. Västlig låglandsgorilla är den underart i släktet gorillor som är starkast anpassade till livet på slättland, den förekommer i regnskogar och träskmarker.

## Levnadssätt
Västlig låglandsgorilla bildar liksom andra gorillor flockar som vanligen består av en hane, flera honor och deras ungdjur. En grupp består vanligen av fyra till åtta individer. Angående gruppens beteende finns olika uppgifter, ibland delar sig flocken när individerna letar föda. Reviren är med en storlek mellan 500 och 3 200 hektar större än hos andra gorillor men de är inte avgränsade mot varandra och överlappas ofta.
Liksom andra gorillor är de aktiva på dagen. För natten bygger de bon av blad på träd eller på marken som vanligen används en enda gång.

## Föda
Individerna hittar födan på marken eller på träd och även hanar klättrar uppför träd. Per dag vandrar de 0,5 till 1,2 kilometer. Västlig låglandsgorilla är främst växtätare som livnär sig av blad, frukter och andra växtdelar men frukter utgör huvuddelen i födan. Om de äter animaliska ämnen som insekter och andra smådjur är omstridd. Enligt iakttagelser bryter de upp termitbon för att äta dessa insekter.

## Västlig låglandsgorilla och människor
Underarten har den största populationen av alla gorillor. Enligt en uppskattning från 1996 finns 95 000 individer men Internationella naturvårdsunionen (IUCN) befarar att värdet är orimlig. Det största beståndet lever i Gabon och Kongo-Brazzaville och där inrättades även skyddsområden. I djurparker som visar gorillor finns nästan uteslutande västlig låglandsgorilla. Underarten hotas av förstöringen av levnadsområdet samt av jakt för köttets skull. På grund av de beskrivna problemen listas underarten som akut hotad (critically endangered).

## Systematik
Tidigare listades alla populationer av gorillor till samma art. Numera skiljs mellan två arter, västlig gorilla och östlig gorilla. Västlig låglandsgorilla är en underart till den västliga gorilla och är därför närmare släkt med underarten Cross River-gorilla än med den östliga låglandsgorillan.